# Hell of a Collection
Albums de The Rasmus
Hell of a tester
(1998) Into
(2001)
Hell Of A Collection (parfois écrit Hellofacollection) est la première compilation du groupe finlandais The Rasmus.
Le groupe a enregistré cet album alors que le nom était encore Rasmus.
C'est le premier album qu'ils ont enregistré depuis le départ du batteur Janne Heiskanen, qui a été remplacé en 1998 par Aki Hakala.
L'album est composé de 18 chansons. La quasi-totalité des titres sont des réenregistrements de chansons des albums précédents, à l'exception de : Liquid (demo) qui est une démo du tube Liquid, F-F-F-Falling et Chill, premières chansons composées avec Aki.
Rakkauslaulu est une chanson issue de la démo 1st sortie en 1995.
Life 705 est une chanson issue de l'album Peep. Une nouvelle version est publiée dans le single Swimming With The Kids.

## Nouveau nom
Le groupe a changé son nom (qui disait juste Rasmus) avec un nouveau en flamme.
C'est la première apparition de ce logo, qui sera repris pour Into et ses singles.
Il sera ensuite remplacé par le 'logo feuille' sur Dead Letters en 2003.

## Liste des titres
Chansons 1-2 composés par Lauri Ylönen, Pauli Rantasalmi, Eero Heinonen et Aki Hakala. Chansons 3-18 (sauf 12) composés par Lauri Ylönen, Pauli Rantasalmi, Eero Heinonen et Janne Heiskanen.
- "F-F-F-Falling" - 3:52 (publié plus tard sur Into)
- "Chill" - 4:13 (publié plus tard sur Into)
- "Liquid" - 4:17 (Hell of a Tester)
- "Every Day" - 3:18 (Hell of a Tester)
- "City of the Dead" - 3:22 (Hell of a Tester)
- "Help Me Sing" - 3:24 (Hell of a Tester)
- "Playboys" - 2:57 (Playboys)
- "Blue" - 3:14 (Playboys)
- "Ice" - 2:45 (Playboys)
- "Sophia" - 2:42 (Playboys)
- "Wicked Moments" - 2:56 (Playboys)
- "Ghostbusters" (Ray Parker Jr.) - 3:35 (Peep)
- "Funky Jam" - 2:11 (Peep)
- "Myself" - 3:53 (Peep)
- "P.S." - 2:56 (Peep)
- "Rakkauslaulu" - 3:35 (1st)
- "Life 705" (Version '99) - 5:42 (Swimming with the Kids)
- "Liquid" (Demo) - 3:11 (Inédit)

## Producteurs
- Track 1-2 produit par Mikael Nord and Martin Hansen
- Track 3 produit par The Rasmus and The Nose
- Track 4-6 produit par The Rasmus and Teja Kotilainen
- Track 7-11 produit par The Rasmus and Illka Herkman
- Track 12-16 produit par The Rasmus and Teja Kotilainen
- Track 17 produit par The Rasmus

## Positions dans les charts
L'album n'est pas un album studio mais une compilation. Il n'a pas atteint de hautes positions dans les charts. Seulement, 2e dans les charts finlandaises.